# Chapelco
Chapelco (que significa "agua de chapel" -un arbusto de la zona- en lengua mapuche) es uno de los cerros que forman parte de la extensa cadena montañosa de la Cordillera de los Andes y que a su vez da nombre al centro de esquí y snowboard ubicado a 19 km de la ciudad de San Martín de los Andes en la provincia del Neuquén, Argentina.

## Características e historia
Su mayor particularidad es la gran belleza natural ya que se emplaza en medio de un bosque de añosas lengas y desde sus puntos intermedios se obtiene una vista panorámica extraordinaria del parque nacional Lanín, el gran volcán Lanín, el lago Lácar y la ciudad de San Martín de los Andes al pie de la montaña.
Las pistas fueron diseñadas por Federico Graeff en 1946 y cobraron importancia turística en la década de 1970. Hoy ofrece la posibilidad de practicar distintas modalidades de esquí: alpino, de fondo y de travesía. Snowboard, en las cuatro categorías: half pipe, slalom paralelo, big air y fun park, en el Snowboard Park (espacio especialmente diseñado para la práctica de estilos libres y piruetas o "freestyle"). Se pueden disfrutar de otras actividades como paseos en motos de nieve o en trineos tirados por perros huskies siberianos (Mushing), de caminatas por el bosque virgen con raquetas de nieve. 
El aeropuerto "Carlos Campos" recibe vuelos diarios y chárteres durante la temporada, otras alternativas son el Aeropuerto Internacional de San Carlos de Bariloche o el de la Ciudad de Neuquén y luego en bus hacia San Martín de los Andes. También se llega en bus y en autovía la Ruta Nacional 234, en el km 65 con conexión a todos los puntos del territorio nacional.
Además por ser un parque de montaña funciona también con actividades durante el verano como la carrera de mountain bike "DownHill", arbolismo, cabalgatas y running.

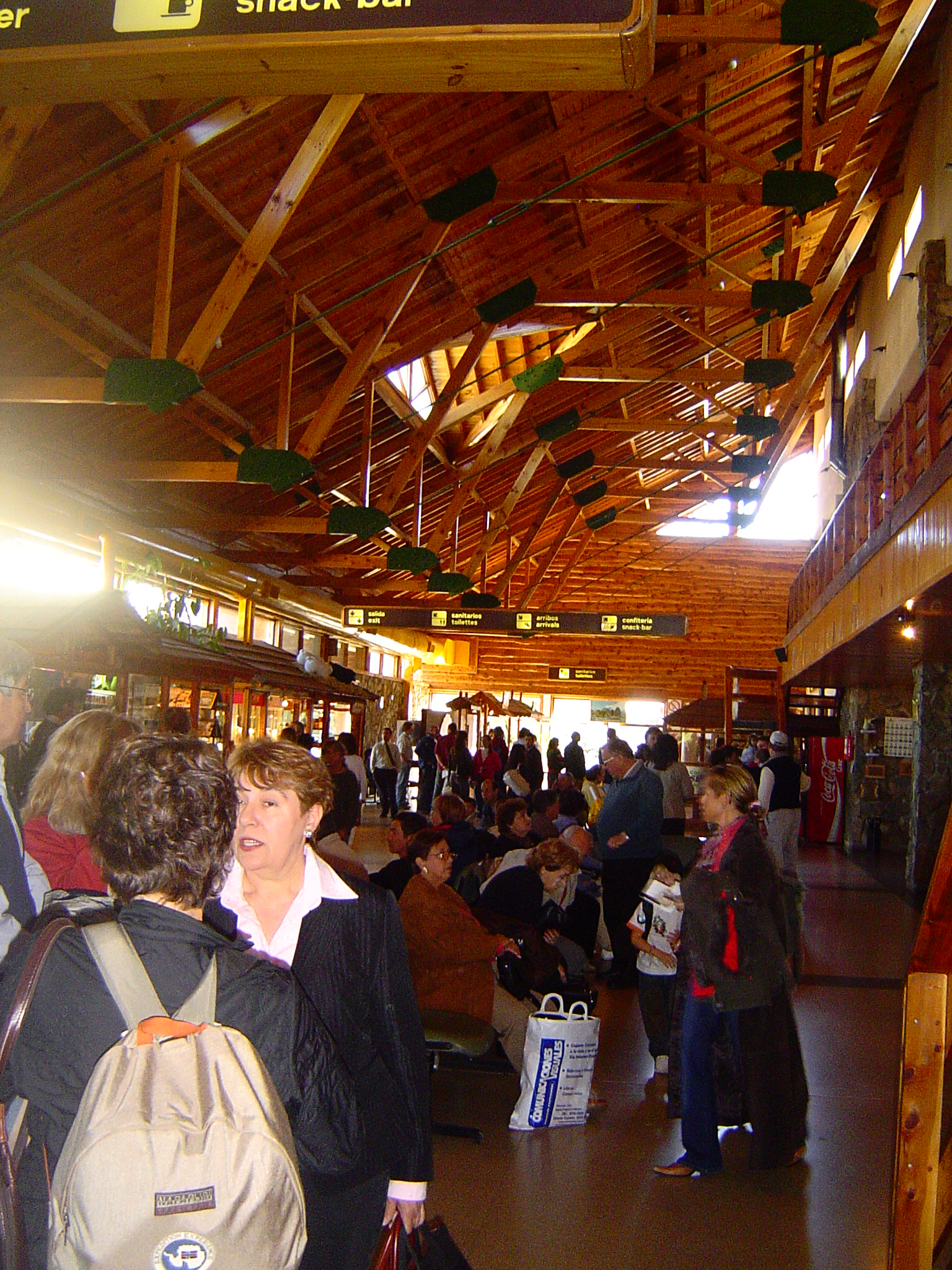
Aeropuerto Chapelco

## Datos técnicos
- Pistas: 22
- Elevación máxima: 1980 m s. n. m.
- Desnivel esquiable: 730 m
- Medios De Elevación: 10
- 6 telesillas de distintas longitudes, 4 cuádruples, 1 triple y 1 doble
- 4 T-bar, 1 doble y 3 simples
- Áreas de nieve inducida: 9 ha con cañones móviles
- Long. Máx. Esquiable: 5,3 km
- Altitud sobre el nivel del mar: 1980
- Pendientes: 20° a 45° de inclinación

## Servicios
Cuenta con servicios como la Escuela de Esquí y Snowboard de reconocida trayectoria en la enseñanza de estos deportes y que ha sido pionera en promover las "Clases para Personas con Capacidades Diferentes" conocida como "esquí adaptado" que permite practicar la disciplina por medio de dispositivos especiales.  
La guardería infantil para niños de 3 meses a 3 años, Jardín de Nieve para niños de 3 a 5 años de edad y la "Junior Academy Chapelco"  para la enseñanza del deporte a niños más grandes y adolescentes dependen de la Escuela.

## Paradores
Sus paradores son:
- Base
- Rancho Manolo
- Base del club Lacar
- Refugio Graeff
- Pradera del Puma
- El Balcón
- Casita del Bosque

En cada uno de ellos ofrecen servicios de restaurante, bar, conexión wi-fi, secador de ropa, teléfonos públicos y sanitarios. Entre sus medios de elevación cuenta con la silla cuádruple desembragable "Rancho Grande" única Sudamérica por su modernidad y tecnología. El control y la seguridad está a cargo de su Equipo de Patrulleros de Pistas, una enfermería y dos puestos fijos de SOS.
El centro de esquí organiza eventos deportivos como el tradicional que es la carrera de aventuras más antigua del país que reúne esquí, kayak, running y mountain bike. El Campeonato Argentino de Instructores "Quito Astete", la Copa Continental "Memorial Federico Graeff" y el Encuentro Internacional de Pisteros Socorristas, entre otros.
Hay locales de indumentaria y souvenirs, revelado de fotos, alquiler de esquíes en el Rental Chapelco con dos locales en la base, amplio estacionamiento y centro de informes.